# 卡尤加人
卡尤加人 (卡尤加語: Guyohkohnyo or Gayogohó:no’)，意即「在沼澤中航行獨木舟的人」。操卡尤加語的易洛魁系美洲原住民，是易洛魁聯盟的五個初始部族之一。傳統領地座落於五指湖周邊區域及卡尤加湖一帶，介於其鄰邦奧內達加人領地以西、塞內卡人領地以東。現有人口將近4900人分布於奧克拉荷馬州、約450人分布於紐約州，另有大約200名卡尤加人與紐約州西部的塞內卡族共居。他們是易洛魁聯盟的原始成員，分布位置在聯盟中央偏西的位置。卡尤加人以泛靈論及薩滿信仰為主。

## 民族分佈、人口與語言

### 人口
現有人口將近4900人分布於奧克拉荷馬州、約450人分布於紐約州；另有大約200名卡尤加人與紐約州西部的塞內卡族共居；加拿大安大略省亦有部分分佈。

### 地理分布
傳統領地座落於五指湖周邊區域及卡尤加湖一帶，介於其鄰邦奧內達加人領地以西、塞內卡人領地以東。由於美國獨立戰爭期間，卡尤加人的立場傾向大英帝國，戰後也為此受到美國政府報復性的迫害。美國政府強制性的遷移以及殖民範圍的不斷擴張，最終吞噬了卡尤加人原有的生存空間，使其不得不遷往內陸的奧克拉荷馬州；除此之外，部分卡尤加部落的族人選擇向北進入英屬北美(今加拿大)避難並建立起部落，所以今日加拿大的安大略省亦有部分卡尤加人聚居。

### 語言
使用的語言為易洛魁語系的卡尤加語，與聯盟內多數鄰邦的語言相似。易洛魁聯盟正是建立在語言及文化習俗近似，因此較可以相互溝通和理解的基礎上。
易洛魁语系是一个分布于北美洲东部的加拿大和美国的印第安人语系。
- 切罗基语

- 北易洛魁语族
  - Lakes Iroquoian
    - 五大部族语言和Susquehannock
      - 塞内卡–奥农达加
        - 塞内卡–卡尤加
          - 塞内卡语
          - 卡尤加语

        - 奥农达加
          - 奥农达加语

      - 莫霍克–奥内达
        - 奥内达语
        - 莫霍克语

      - Susquehannock
        - Susquehannock (已灭绝)

    - Huronian
      - Wyandot (Huron–Petun) (已灭绝)
      - Neutral (已灭绝)
      - Erie (已滅絕)

  - Tuscarora–Nottoway 
    - 圖斯卡羅拉語(Tuscarora) (瀕危)
    - Nottoway (已滅絕)

歸屬未定語言：
- Laurentian (已滅絕)

## 地理環境
分佈在易洛魁聯盟領地內中部偏西的位置，主要是五指湖周邊區域及卡尤加湖一帶，介於其鄰邦奧內達加人領地以西、塞內卡人領地以東。該區域的幾個大湖皆為冰河作用所營造出的產物，也因此卡尤加人的生活區域沼澤甚多，這也是他們族名的來源。位於最狹長的卡尤加湖湖畔，地處紐約州的核心位置。

## 歷史沿革
卡尤加人是隸屬於易洛魁聯盟的一員，長期作為北美洲東北部大西洋岸的強大勢力。首先與卡尤加人及其他聯盟成員展開接觸的海上強權是抵達聖羅倫斯河谷地尋找貿易據點並從事傳教的法國人，接著荷蘭人也進入該區和易洛魁聯盟交易火藥等物品，後期卡尤加人與大英帝國、北美十三州之間的政治關係則在美國獨立戰爭期間變得十分複雜、立場也搖擺不定。卡尤加的戰士作為傭兵同時效力於交戰雙方，然而絕大部分的易洛魁聯盟部族是選擇效忠於大英帝國，希望可以藉此扼止不斷向其聯盟領地進行擴張的十三殖民地。
西元1779年，大陸軍總司令華盛頓指示John Sullivan將軍及James Clinton將軍進行一場殲滅易洛魁聯盟部落的戰役，進而避免該聯盟持續攻擊紐約並遏止對於大陸軍的威脅。  該戰役動員了6200個部隊，其後破壞卡尤加人及其餘易洛魁聯盟部族的家園，摧毀了40-50座村落。被破壞的村落還包含卡尤加人的重要據點，如卡尤加堡以及Chonodote。遠征軍的攻勢一路從春季持續到秋季，同時也摧毀了易洛魁聯盟的作物以及過冬用的穀倉，試圖迫使他們撤離自己的土地。倖存下來的生還者歸入其餘易洛魁部落，另外也有的轉進英屬北美尋求庇護，而他們以宣示效忠不列顛王室的代價獲得了新的土地。戰爭結束後，美國境內的卡尤加人是唯一一支沒有殘存的長屋民族。
一些塞內卡人及卡尤加人在稍早就已經離開該區域前往俄亥俄州，而在蘇利文遠征後也有更多族人加入他們的行列，如同其他易洛魁聯盟的族人也在獨立戰爭尾聲的前夕撤離紐約。西元1831年，當時撤離的族人為了進入印第安領地而再次遷離俄亥俄州，也就是後來的奧克拉荷馬州。奧克拉荷馬州的塞內卡-卡尤加部落也就此成為聯邦識別完成的部落。
西元1794年，11月11日，卡尤加人與美利堅政府簽訂了條約，放棄了他們位於紐約州的大片土地，其後不列顛政府也和他們簽訂了相似的條約。這是美利堅政府所簽訂的第二個條約，象徵著長屋民族作為獨立國家所存在的權利。按照這份合法的文件，美利堅政府每年都會贈送棉花及織物等必需品給卡尤加人作為禮物。
紐約州政府亦簽訂了外加的條約，可惜礙於議會的阻撓而功敗垂成。20實際開始，卡尤加人開始向紐約州及聯邦政府爭取自己過去擁有但丟失的土地，然而州政府當局對於他們的抗爭毫無作為。後來，州政府開始頻繁的以極低價格售出超過5 × 106英畝（20,000平方） 的土地，以此做為補償易洛魁人的方法，並鼓勵該區域的振興與發展。

## 社會、家庭與婚姻
卡尤加人如同其他易洛魁聯盟的部族，都是行母系繼嗣的母系社會型態。作為其社會特徵，大約1500人居住於百餘間長屋之中，再由數個長屋構成一個部落。每間長屋之中的家庭，或多或少都具有親緣關係，因此一間長屋往往共居著一個氏族。卡尤加人的土地繼承以及財產繼承權皆歸女性所有；在部落中，女性實質擁有的權威也大過於男性。其政治體制以地區議事會為尊，由8個族外婚氏族的代表所組成，負責指導各村村長。而每一個氏族又分為兩個半偶族，大體上負責葬儀及狩獵儀式的工作。與周圍的鄰邦同屬於易洛魁型親屬關係，又稱為二分合併型親屬關係，對父親和父親兄弟的稱呼一致、對母親和母親姐妹的稱謂亦同；相反的，父親姐妹和母親兄弟則各有各自的稱呼方式。這種親屬稱謂模式側重在區分平表及交表。在此體制下，交表的重要性不及平表。因此在同輩之中，兄弟、姐妹、平表的稱謂是相同的。

## 產業與生活
卡尤加人已進入定居社會的型態，採集狩獵的同時，兼營穀物的栽種以豐富飲食型態。

### 經濟生活
卡尤加人的社會分工十分顯著。男人負責獵捕本地區豐富的獵物、水禽、魚類，並對外爭戰以及與外族進行貿易；女人則種植玉蜀黍、豆子等作物，同時亦以精巧的紡織以及製陶工藝著稱。子女的教育多半是由女性負責，一家之主也多半是由女性出任。

## 信仰與節日
卡尤加人和鄰邦易洛魁諸族的宇宙觀複雜且相似。創世神話都是有關於一位從天洞跌落的女神，此一神話的特色在於全球共通的大洪水傳說及天上降落者為主軸。在其信仰中有6個主要的農業節慶，冗長而繁複的祈求禱告為儀式的特色。

## 藝術與文學
卡尤加人善於製作精緻的編織品，色彩鮮豔華麗；在薩滿信仰中，常見的面具也是其藝術工藝的展現，造型誇張、顏色顯眼，迄今仍有少數族人流傳著該門技術。

## 現況
20世紀以降，民族自決的思潮席捲全球，卡尤加人也開始爭取祖先失去的土地。

## 著名人士
蓋瑞‧法爾曼